# Mõntu
Koordinaten: 57° 57′ N, 22° 8′ O
Mõntu (deutsch Mento) ist ein Dorf (estnisch küla) auf der größten estnischen Insel Saaremaa. Es gehört zur Landgemeinde Saaremaa (bis 2017: Landgemeinde Torgu) im Kreis Saare. Der Ort hat heute keine Einwohner mehr (Stand 31. Dezember 2011).

## Hafen
An dem Ort an der Ostküste der Halbinsel Sõrve befindet sich ein kleiner Hafen, der während des Ersten Weltkriegs angelegt worden war. 1941 wurde er zum Stützpunkt für Torpedoboote der sowjetischen Flotte. 1944 wurde der Hafen stark zerstört und 1970 wiedererrichtet.

## Geschichte
1645 wurde das Dorf erstmals urkundlich erwähnt. Seit 1661 ist das Gut nachgewiesen. Es stand von 1673 bis 1842 im Eigentum der adligen deutschbaltischen Familien von Kräfting und Rehekampff. Heute ist noch der 8,6 Hektar große Park erhalten.